# Salikégné
Salikégné (ou Salikegne) est une localité du sud du Sénégal située dans le département de Kolda et la région de Kolda, en Haute-Casamance, à proximité de la frontière avec la Guinée-Bissau.
Le village a été érigé en commune en juillet 2008. 
Selon une source officielle, Salikégné compte 686 habitants et 64 ménages. 
À vol d'oiseau, les localités les plus proches sont Kamboua, Saré Cissao, Saré Samba Gnama, Saré yoba.

## Historique
Le village de Salihégné est créée par des Mandingues vers l’année 1900 d’où vient le nom Salikégné. Sali « prière » Kégno « sable ».
Située au sud est du département de Kolda dans la région naturelle de la Casamance, la commune de Salihégné est créée par un décret no 2008 du 10 juillet 2008.

## Les limites de la commune
Les limites de Salikégné sont fixées à partir du carrefour situé à l’angle du poste de police comme suit. À l’est, à un kilomètre, en direction du CEM de Salikégné. À l’ouest, à 800 mètres à partir du carrefour situé à l’angle du poste de police en direction des rizières. Au nord à un kilomètre se trouve un carrefour situé à l’angle du poste de police en direction de la maison de la communauté. Au sud, par la frontière avec la République de Guinée-Bissau, située à environ 100 mètres après le poste des douanes sénégalaises.

## Économie
La commune de Salikégné a pour activités économiques le petit commerce, le maraîchage, les teintures, la transformation des légumes, la savonnerie, etc.

## Relief et sols
La commune de Salikégné, comme toutes les autres localités du département de Kolda, présente un relief plat ; il y a quelques  zones inondables en saison des pluies et qui constituent les principales zones de culture du riz et d'eau pour le bétail.

## Climat
Le climat dans la commune de Salikégné est de type soudano guinéen. Les précipitations à l’image de toute la région de kolda, sont particulièrement abondantes.

## Faune et flore
La flore est dense avec une végétation abondante le long de la vallée. Du fait de l’exploitation du bois et de la palmeraie on constate une grande menace de disparition progressive du couvert herbacé qui est détruit chaque année par les feux de brousse ; les ressources végétales de la localité sont caractérisées par la densité et la diversité de ses essences dont les présentes sont : khaya sénégalensis, Alzelia africaine, bombant costatum, pterocarpus erinaceux, cardyla pimota, cola cardifolia, parkia biglobasa.
La faune est sauvage, composée essentiellement de singes, en grand nombre de petits rongeurs, avec une disparition presque totale de l'hyène du fait de l’émiettement des forêts. L'avifaune est composée de charognards, d’éperviers, de perdrix, de pintades, de pigeons d’Abyssinie.

## Population
La commune de Salikégné a une population de 4 403 habitants, plus les villages de la communauté rurale qui sont au nombre de 59 avec leur population qui fait 7 870 habitants.
La population de Salikégné est composée de peuls, mandingues, diahankés, sarakholés, ballantes, etc.

## Hydraulique
La commune de Salikégné dispose d'un forage qui a été construit il y a plusieurs années par des partenaires des pays arabes.